# Ярикта
Ярикта́ (бур. Яаригта) — улус в Баргузинском районе Бурятии. Входит в сельское поселение «Улюнское».

## География
Расположен на Баргузинском тракте, у подножия Баргузинского хребта, на правобережье Баргузина, у его протоки Буктур, при впадении в неё речек Иринги и Улзыхи, в 42 км к северо-востоку от районного центра, села Баргузин, и в 10 км от центра сельского поселения, улуса Улюн.

## Население
| 2002 | 2010 |
| ---- | ---- |
| 191  | ↘172 |

## Инфраструктура
Начальная общеобразовательная школа, фельдшерско-акушерский пункт.